# Le Jour du jugement de Pluto
Pour plus de détails, voir Fiche technique et Distribution.
Le Jour du jugement de Pluto (Pluto's Judgement Day) est un dessin animé de Mickey Mouse produit par Walt Disney pour United Artists et sorti le 31 août 1935.

## Synopsis
Pluto poursuit un chaton, qui, couvert de boue, se réfugie dans les bras de Mickey. Celui-ci, furieux contre son chien, le prévient que s'il continue à courir après les chats, il aura des comptes à rendre lors de son jugement dernier.
Pluto s'endort alors auprès du feu. En songe, il se retrouve traduit devant un tribunal dont le juge, le procureur, les jurés, les témoins et l'audience sont exclusivement des chats. S'ensuivent alors les témoignages des victimes qui, par la faute de Pluto, ont été blessées, humiliées, choquées à vie ou même, laissées orphelines... La sentence ne se fait pas attendre, Pluto est condamné au bûcher. Alors que les flammes commencent à l'atteindre, il se réveille en sursaut et se jette dans la bassine dans laquelle Mickey nettoie le chaton ; Pluto se réconcilie avec lui.

## Fiche technique
- Titre original : Pluto's Judgement Day
- Autres Titres[1] :
  - Allemagne : Pluto vor Gericht
  - Espagne : El Día del juicio final de Pluto
  - France : Le Jour du jugement de Pluto
  - Suède : Plutos domedag
- Série : Mickey Mouse
- Réalisateur : David Hand
- Animateur : Norman Ferguson, Dick Lundy, Hamilton Luske, Fred Moore, Bill Roberts
- Voix : Walt Disney (Mickey), Pinto Colvig (Pluto), Billy Bletcher (chat procureur), Clarence Nash (chat juge)
- Producteur : Walt Disney, John Sutherland
- Distributeur : United Artists
- Date de sortie : 31 août 1935[2]
- Format d'image : Couleur (Technicolor)
- Musique : Frank Churchill, Leigh Harline (non crédités)
- Son : Mono RCA Photophone
- Durée : 9 min
- Langue : (en)
- Pays :  États-Unis

## Voix françaises

### 1erdoublage (années 1980)
- Marc François : Mickey Mouse, le chat médecin
- Francis Lax : Le chat qui provoque Pluto, le procureur
- Roger Carel : Le juge et le témoin corpulent n°1
- Claude Lombard ? : Jury, les nièces triplées de l'oncle Tom
- Olivier Constantin ? : Jury, les neuf anges de l'oncle Tom

### 2edoublage (1990)
- Jean-Paul Audrain : Mickey Mouse
- Michel Vocoret : Le chat qui provoque Pluto, le procureur
- Roger Lumont : Le juge et le témoin corpulent n°1

## Commentaires
Neil Sinyard indique que Fred Moore a supervisé l'animation de Mickey Mouse et Norman Ferguson celle de Pluto. Dans ce film, John Grant note qu'un chat nommé Oncle Tom est utilisé pour un gag inutilisé par Disney depuis l'époque de Julius (1924-1927), celui des neuf vies du chat partant les unes après les autres mais la dernière est rattrapée juste à temps, présent par exemple dans Alice and the Three Bears (1924).
Alex Wainer mentionne l'usage d'un stéréotype racial avec les trois chattes noires.
Mickey a une voix particulière en VF pour ce cartoon, ne correspondant pas du tout avec sa voix de fausset habituelle. Ici sa voix est celle d’un jeune homme normal, ce qui est assez perturbant.